# Limite de exposição recomendado
Limite de exposição recomendado (REL, recommended exposure limit) é um limite de exposição ocupacional que foi recomendado pelo Instituto Nacional de Segurança e Saúde Ocupacional dos Estados Unidos (National Institute for Occupational Safety and Health) para a Administração de Segurança e Saúde Ocupacional (OSHA, Occupational Safety and Health Administration) para adoção como um limite de exposição permissível. Refere-se à concentração máxima permitida no ar de uma substância química em uma área de trabalho para um trabalhador desprovido de proteções adequadas e correspondentes à substãncia em questão. Pode ser expresso como um limite máximo ou como uma média ponderada no tempo.